# ميرباليه
ميرباليه هي مدينة من مدن جمهورية هايتي.